# Fiat 507
El Fiat 507 es un automóvil de gama media construido por el fabricante italiano Fiat entre 1926 y 1927.
Prácticamente se trataba de una modernización del modelo Fiat 505, pero con un motor más potente, y nuevos frenos y sistema de suspensión.
El modelo poseía un motor de 4 cilindros con 2296 cc y 35 CV de potencia. Poseía caja de cambios manual de 4 velocidades. 
Fue considerado la segunda serie del Fiat 505 y se produjo en versiones sedán, limusina y cabrio. Fue sustituido por el Fiat 520.